# Segeberg Amt
Segeberg Amt var et amt i grevskabet, senere hertugdømmet Holsten, med forvaltningssæde på Segeberg Slot i Segeberg. Amtet omfattede den østlige tredjedel af landskabet Stormarn og den sydlige del af landskabet Vagrien. I 1652 bestod amtet af de 12 sogne (med nutidig skrivemåde): Segeberg by og slot, Warder, Pronstorf, Schlamersdorf, Sarau, Gleschendorf, Ratekau, Oldesloe (byen og 30 landsbyer og godser, bl. a. Rethwisch), Leezen, Bornhöved, Bramstedt og Kaltenkirchen (nogle af sognene var dengang større end i dag).
Siden 1460 sad der kongelige amtmænd på slottet. Ved delingen 1544 af Holsten mellem kong Christian den III og to halvbrødre tildeltes kongen bl. a. Segeberg amt og de tre klostergodser Segeberg, Reinfeld og Ahrensbök, alle tre liggende i amtet (klostrene nævnes ikke i 1652; i 1544 var amtet altså større).
I december 1863 blev amtet sammen med det øvrige Holsten ved eksekution besat af forbundstropper. I 1866 overtog Preussen efter freden i Prag alle rettigheder fra Østrig, og i 1867 blev amtet omdannet til Kreis Segeberg under provinsen Slesvig-Holsten, og lederen af kredsen fik titel af landråd.

## Amtmænd
Denne liste er ufuldstændig; hjælp gerne med at udfylde den.

### Undergrevskabet Holsten
- (nævnt 1418): Henricus Brockdorff
- (omkring 1460): Detlev von Bockwolde af Sierhagen.

Godset Sierhagen ligger i Altenkrempe sogn i Østholsten. Detlev von Bockwolde blev omkring 1450 gift med Magdalena von Hummersbüttel, der bragte godset Borstel med ind i ægteskabet. Detlev von Bockwolde, kaldet 'de Olde', blev senere amtmand i Segeberg og kongelig råd. I ægteskabet kendes sønnen Detlev von Bockwolde af Sierhagen og Mönchneverstorf. Hans datter Abel blev gift med Hans von Pentz, som nedennævnte Marquard von Pentz er i familie med. Senere blev slægtsnavnet von Bockwolde på højtysk skrevet: von Buchwaldt.

### Underhertugdømmet Holsten(1474-1866)
- (nævnt 1483): Henneke Walstorp
- (nævnt 1490): Sivertus Brockdorff
- 1545-1551: Breide Rantzau
- 1554-1598: Henrik Rantzau
- 1598-1603: Dietrich Brüggemann[4]
- 1603-1627: Markwart von Pentz (Generalkommissar) (de)
- 1630-1666: Caspar von Buchwald
- 1684-1700: Andreas Pauli von Liliencron (døde i embedet)
  - 1688-1711: Reimar Peter von Rheder (de), viceamtmand
  - 1712-1720: Anton Günther von Hanneken, viceamtmand
- 1720-1728: Anton Günther von Hanneken[5]
- 1700-1716: Johan Hugo von Lente
- 1728-1730: Georg Wilhelm von Söhlenthal
- 1730-1740: ?
- 1740-1744: Hans Rantzau
- 1744-1756: Christian Günther zu Stolberg-Stolberg
- 1756-1758: Wolf Veit Christoph von Reitzenstein
- 1758-1759: Christian Wedell (døde i embedet)
- 1759-1771: Johan Frederik von Arnoldt
- 1772-1773: Tyge Rothe
- 1773-1790: Andreas Schumacher
- 1790-1796: Nicolaus Otto von Pechlin
- 1797-1801: Christian Friedrich von Brockdorff
- 1801-1813: Ernst August von Döring
- 1813-1818: ?
- 1818-1853: Wilhelm von Rosen
- 1857-1859: Hans Friedrich Jacobsen
- 1860-1860: Eduard Müller
- 1861-1862: Adam Friedrich Adamson Moltke
- 1862-1866: Hinrich August Springer (fortsatte som landråd i Kreis Segeberg)

## Amtsforvaltere
- 1670-1687: Nicolaus Brügmann
- 1687-1690: Daniel Brügmann (søn) ? måske
- 1690-1693: Herman Lorentz Nissen, senere etatsråd
- ca. 1729: Johann Schnell (Snell)
- 1729-1737: Johann Detlev Schnell
- 1737-1758: Paul Christian Stemann
- 1758-1781: Friedrich Hinrich Stemann
- 1781-1784: Carl Christian Clausewitz
- 1785-1801: Jens Severin Æreboe
- 1801-1834: Hinrich Matthiessen
- 1834-1849: Ude Loewenherz Sommer
- 1849-1852: Paul Friedrich Werner Hugo Kraus
- 1855-1862: Hans Rehder